# 4-甲基亚苄基丙二腈
4-甲基亚苄基丙二腈是一种有机化合物，化学式为C11H8N2，它可由4-甲基苯甲醛和丙二腈在哌啶催化下于乙醇中反应制得。它和次氯酸钙在四氯化碳中反应，生成3-(4-甲苯基)环氧乙烷-2,2-二腈。